# 比賓卡

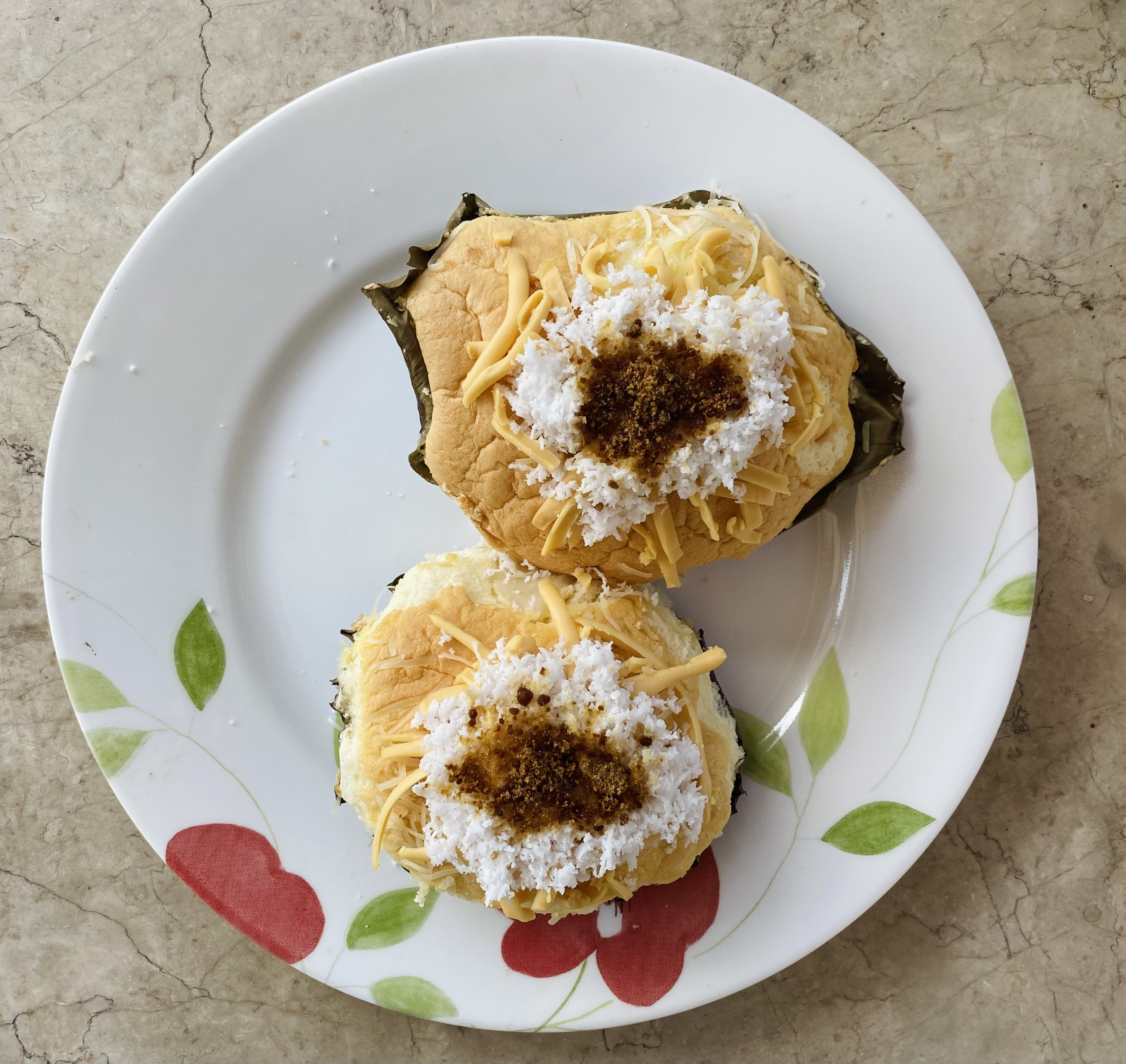

比賓卡（Bibingka）是菲律賓聖誕節常見的傳統食品，是一種用糯米粉烤製而成的蛋糕。
其他材料主要是椰子汁或水。在陶瓦上蓋上香蕉葉，再置於燒熱的煤炭上。在香蕉葉上倒入米漿，再蓋上另一片香蕉葉，以及煤炭。最後洒上牛油、椰子絲、鹹鴨蛋等。